# Mohamed Elsherbini
Mohamed Elsherbini (* 15. September 1992 in Alexandria) ist ein ägyptischer Squashspieler.

## Karriere
Mohamed Elsherbini begann seine professionelle Karriere im Jahr 2013 und gewann bislang elf Turniere auf der PSA World Tour. Seine höchste Platzierung in der Weltrangliste erreichte er mit Rang 15 am 18. September 2023. In der Saison 2016/17 gewann er seine ersten vier Titel und blieb 38 Spiele in Folge ungeschlagen.
Er ist der Cousin von Nour El Sherbini, die ebenfalls Squashspielerin ist.

## Erfolge
- Gewonnene PSA-Titel: 11